# Ratusz w Ziębicach
Ratusz w Ziębicach – eklektyczna budowla wzniesiona w latach 1887–1890 na miejscu wcześniejszego budynku ratusza renesansowego. Obecnie jest siedzibą Muzeum Domu Śląskiego.

## Historia
Budowla została wzniesiona w latach 1887–1890 według projektu K. Muelhkego i E. Poetscha, w miejscu, w którym stał wcześniej poprzedni średniowieczny ratusz. Z dawnego ratusza zachowała się renesansowa wieża, pochodząca z roku 1561.

Decyzją wojewódzkiego konserwatora zabytków z dnia 14 maja 1981 roku ratusz został wpisany do rejestru zabytków.

## Architektura
Budynek wybudowany na planie prostokąta, posiada dwie kondygnacje i wysokie piwnice. Bryła jest dwuskrzydłowa, trójtraktowa i nakryta dachami dwuspadowymi, ujęte szczytami posiadającymi neorenesansowe i neobarokowe kamienne detale rzeźbiarskie. Od strony południowej jest narożny wykusz. Główne wejście do ratusza prowadzi przez loggię z kolumnadą, poprzedzoną schodami. Wieża ratuszowa jest ośmioboczna, posiada tarcze zegarowe i kamienną balustradę otaczającą jej szerszą część. 
Znacznie węższy szczyt wieży nakryty jest hełmem z prześwitem, zwieńczonym iglicą. Obecnie w ratuszu mieści się  Muzeum Domu Śląskiego w Ziębicach, a w jego podziemiach jest stylowa restauracja.

## Galeria

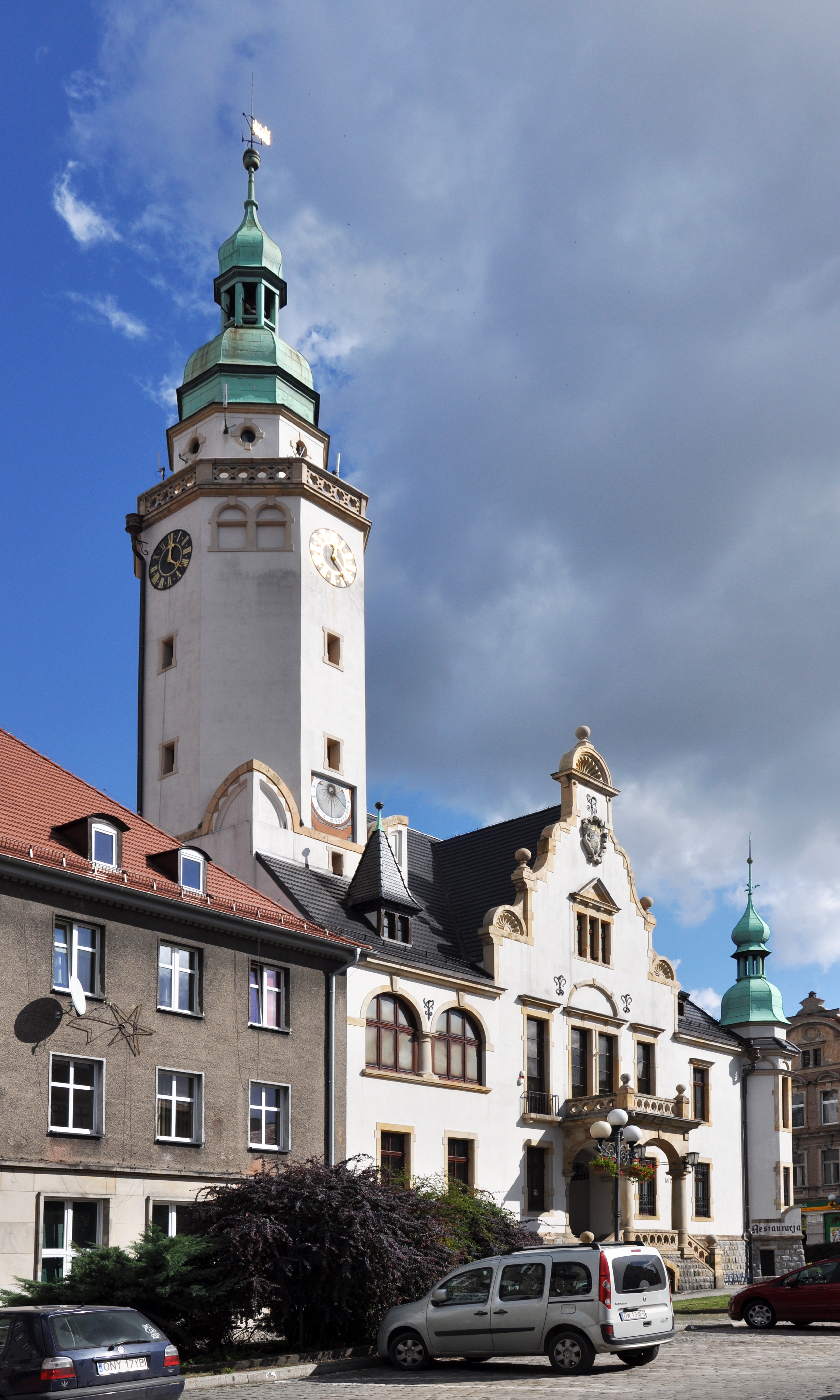
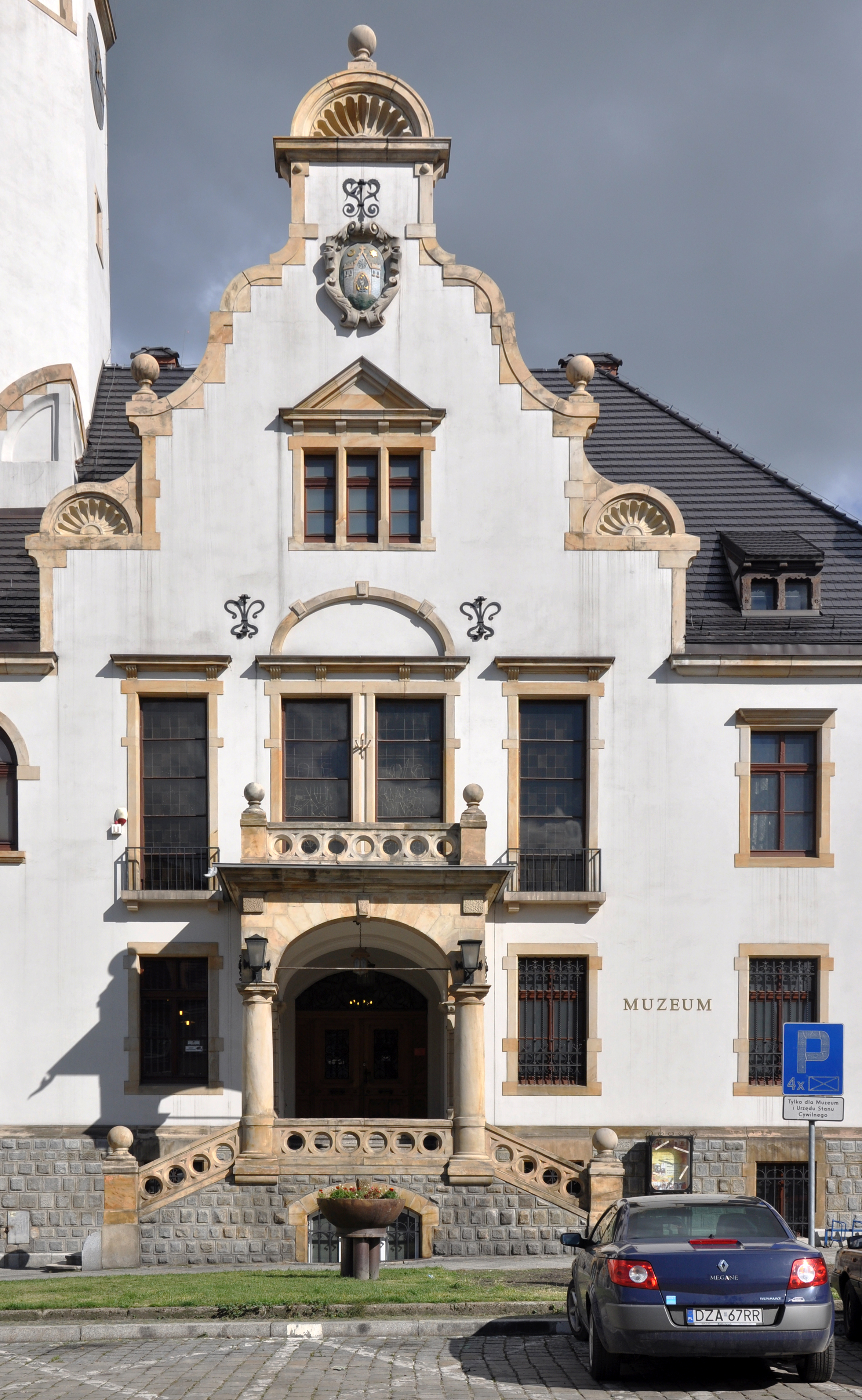
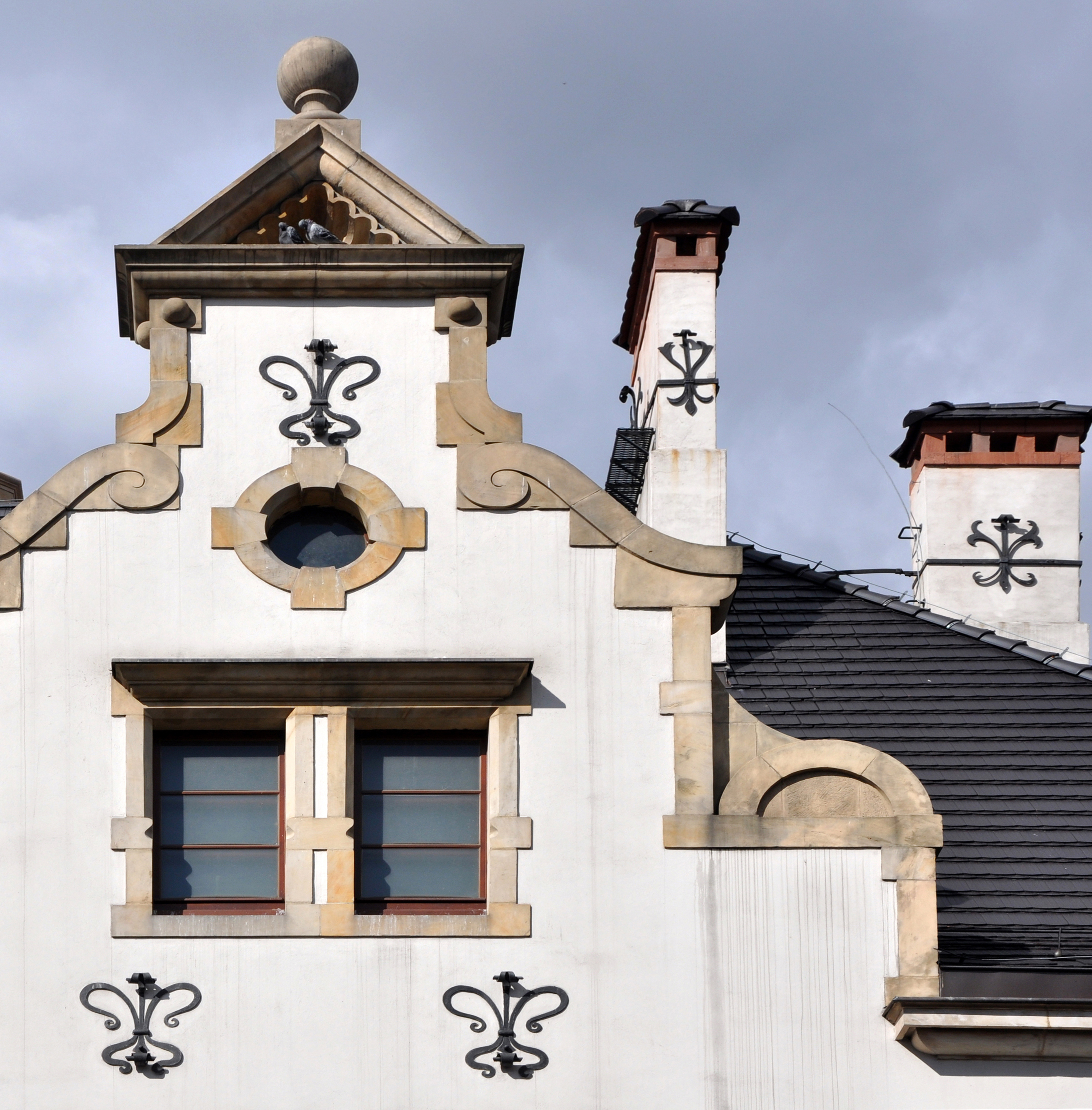
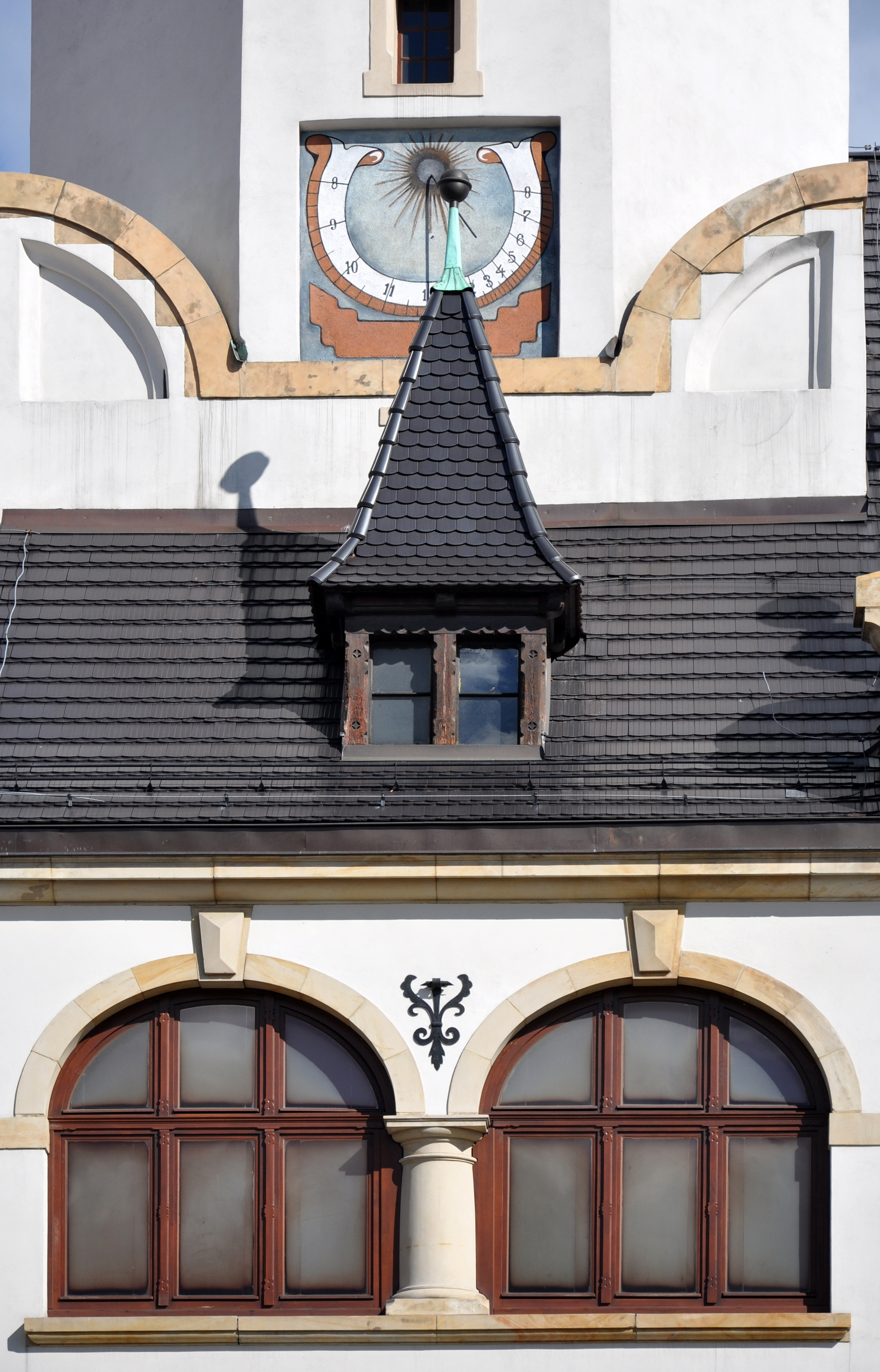
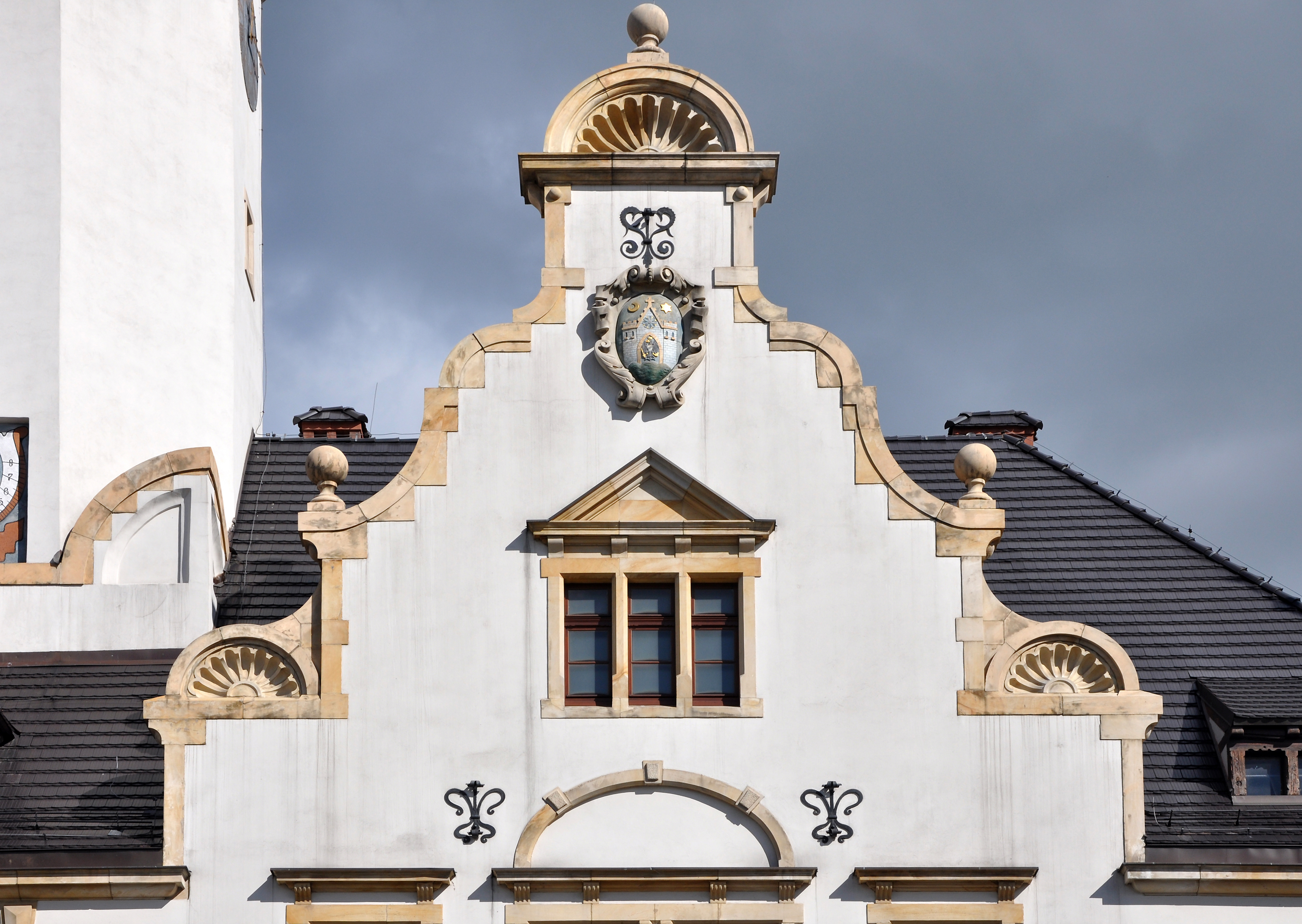
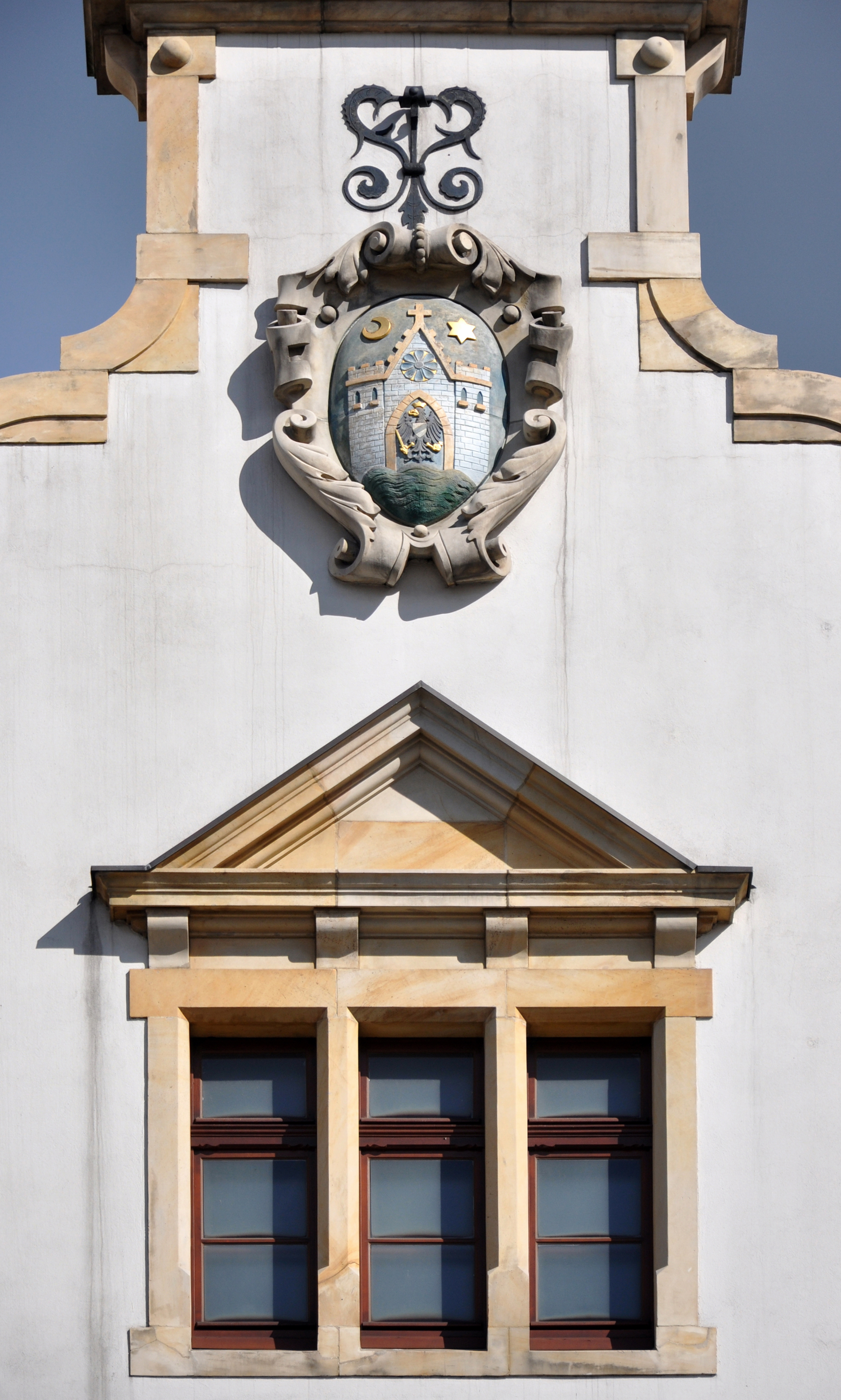
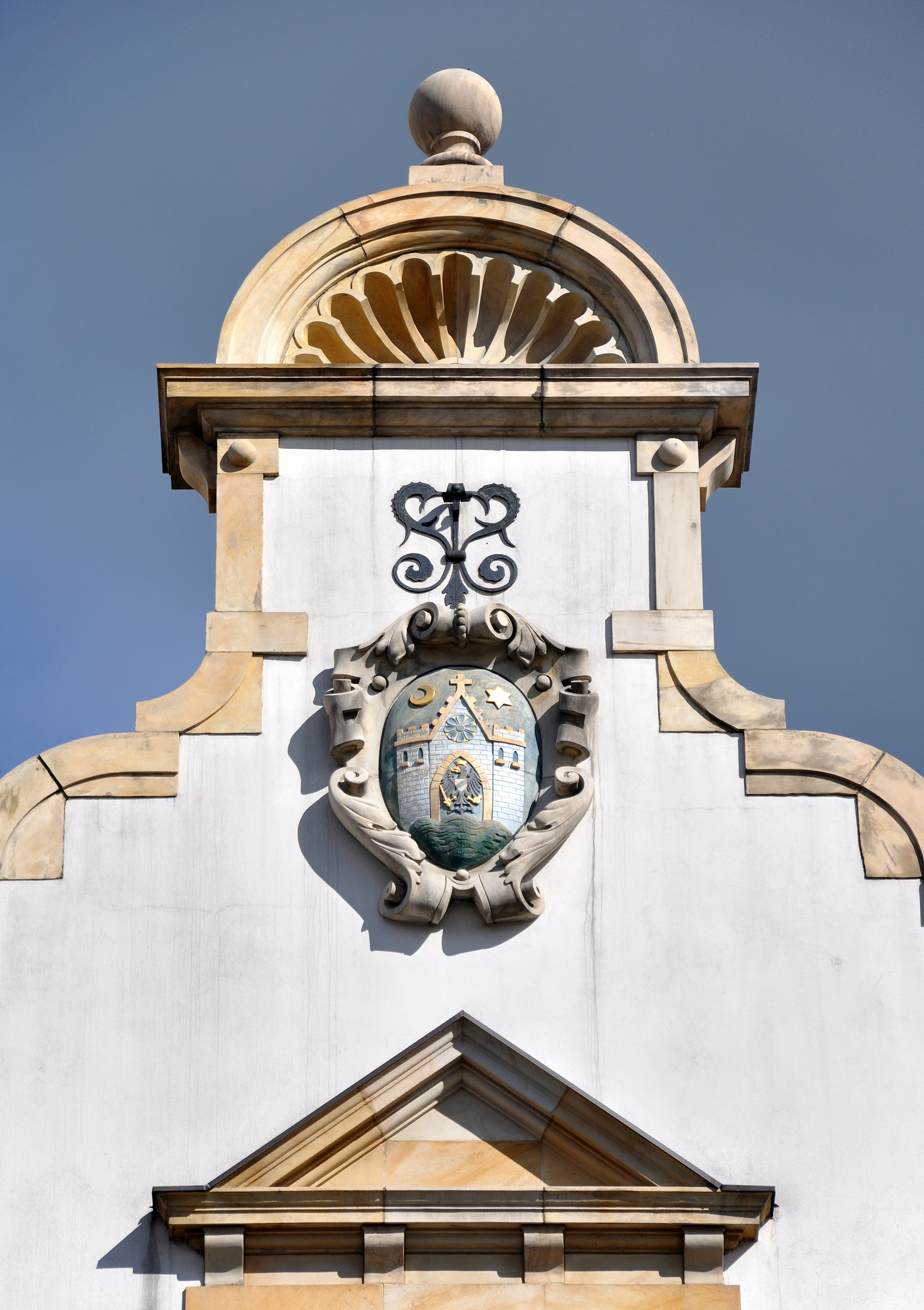
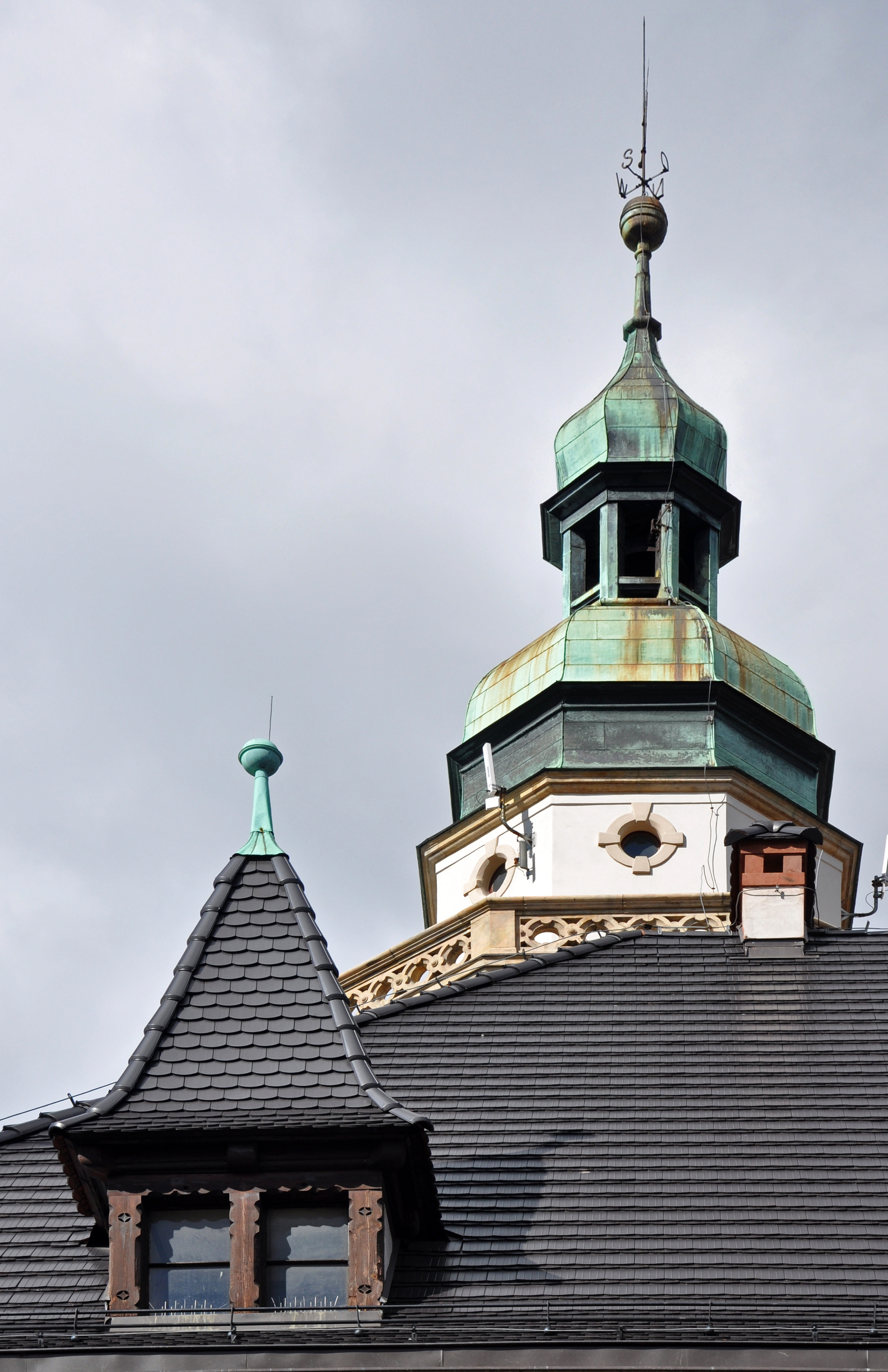